# Paramysidia boudica
Paramysidia boudica är en insektsart som beskrevs av Broomfield 1985. Paramysidia boudica ingår i släktet Paramysidia och familjen Derbidae. Inga underarter finns listade i Catalogue of Life.